# Clotilde Marghieri
Clotilde Marghieri (Nápoles, 17 de enero de 1897 - Roma, octubre de 1981) fue una escritora italiana.

## Biografía
Clotilde Betocchi nació en Nápoles el 17 de enero de 1897, y, tras pasar allí su juventud, estudió durante seis años en el Colegio de los Montes, en Florencia. De vuelta a Nápoles, continuó sus estudios a base de clases particulares y más tarde conoció a Gino Marghieri, con quien se casó en 1920.
A principios de los años treinta empezó a escribir. Publicó cuentos y novelas en varias revistas femeninas napolitanas, como "Modella" y "Modellina" y en otras tantas revistas como "Il Gazzettino" o "Il Corriere di Napoli".
Dejó su casa napolitana por el campo y se trasladó a las laderas del Vesubio, pero en 1939, por motivos relacionados con la educación de sus dos hijos, se trasladó a Roma. En este período, durante el cual alternó las estancias en la capital con varios regresos al campo, comenzó a escribir más a fondo y en 1960 publicó su primera obra, Vita in villa. 
Alcanzó el éxito popular tanto con Vita in villa (1960) como con Le educande di Poggio Gherardo (1963) y Il segno sul braccio (1970), recogidas como Trilogia, de 1982, aunque fue en 1974 cuando escribió su novela más vendida, Amati Enigmi, que recibió el Premio Viareggio.

## Recorrido literario
Su primer libro, con el que destacó enormemente, Vita in villa, se publicó en 1960 y está acompañado de una carta de G.B. Angioletti. Le siguió Le educande di Poggio Gherardo, de 1963, que ganó el Premio Telese y el Premio Spoleto en el mismo año. Años después escribió la novela Il segno sul braccio, de 1970, que recibió el Premio Villa San Giovanni. En 1974 publicó la novela epistolar Amati Enigmi, inspirada en la relación de envío de cartas que tenía con Luigi Baldacci, que se convertiría en su novela más destacada y recibiría el Premio Viareggio. En 1981, el mismo año de su fallecimiento, publicó Specchio Doppio, que contiene una amplia influencia de la correspondencia que se enviaba con Bernard Berenson. Más tarde se publicó Trilogía, en 1982, que reúne sus tres primeras obras: Vita in villa (1960), Le educande di Poggio Gherardo (1963) y Il segno sul braccio (1970). Tras su muerte se publicaron varios escritos de publicación póstuma dentro de Lento cammino alle lettere.

## Obras
- Vita in villa, Milán; Nápoles, R. Ricciardi, 1960
- Napoli, cara sconcertante città, s.l., 1961
- Le educande di Poggio Gherardo, Milán; Nápoles, Ricciardi, 1963
- Lento cammino alle lettere, Milán; Nápoles, R. Ricciardi, 1964
- Il segno sul braccio, Florencia, Vallecchi, 1970
- Le educande, Florencia, Vallecchi, 1972
- Amati enigmi, Florencia, Vallecchi, 1974
- Trilogia, prefacio de Natalino Sapegno, Milán, Rusconi, 1982
- Lento cammino alle lettere, comedia inédita en tres actos, prefacio de Francesca Sanvitale, Circolo della stampa di Napoli; Caccia piccola; Roma, Biblioteca del Vascello, 1991